# Деказ, Луи
Луи Шарль Эли Деказ (фр. Louis Charles Élie Decazes; 29 мая 1819, Париж — 16 сентября 1886) — французский дипломат, сын Эли Деказа.

## Биография
При Луи-Филиппе был полномочным министром в Мадриде и Лиссабоне. После революции 1848 года Деказ стал влиятельным членом орлеанистской партии.
После переворота 4 сентября 1870 года он начал снова принимать активное участие в политике; в качестве депутата от Жиронды боролся в Национальном собрании против Тьера, за реставрацию монархии. В министерстве герцога де Брольи Деказ был министром иностранных дел и в течение 1874—1877 гг. держался осторожной политики выжидания и уступок в отношениях с Германией и в восточном вопросе. В Испании он тайно покровительствовал воцарению Альфонса XII. 
Он подал голос за конституцию 25 февраля 1875 года, но принял участие в последней попытке монархистов захватить ускользавшую от них власть (май 1877) и сохранил портфель в министерстве, которое стремилось к уничтожению республики.
В 1875 году, в тандеме с журналистом Генрихом Бловицем, сыграл заметную роль во время  военно-политического кризиса в Европе, который сулил новую войну между Францией и Германией, что имело бы фатальные последствия для французов, которые ещё не оправились от поражения в предыдущем военном конфликте. Статья Бловица в «Times» от 4 мая 1875 года, в которой был раскрыт заговор Мольтке против Франции с целью ее низведения до второстепенной державы, произвела настоящую сенсацию; в статье имелись такие подробности, которые могли исходить лишь от лица, очень близко стоящего к немецкому генштабу, и германское правительство вынуждено было выступить с опровержением.
После торжества республиканцев Деказ тщетно пытался снова вернуться к политической деятельности.